# Messe basse pour les défunts
La Messe basse pour les défunts, op. 62 de Louis Vierne est une suite de pièces de concert ou messe en six mouvements pour orgue ou harmonium pour accompagner le service religieux.
Composée en 1934 et dédiée à diverses personnes disparues dans l'entourage du compositeur, il s'agit de sa dernière partition cataloguée. Elle est créée en mars 1935 en l'église Sainte-Thérèse-de-l'Enfant-Jésus de Villeurbanne par l'un de ses élèves, Adrien Rougier, avant d'être présentée par l'auteur le 3 juin de la même année, au pupitre d'orgues de Notre-Dame de Paris, et publiée en 1936 par les éditions Lemoine.

## Présentation

### Composition
Louis Vierne compose sa Messe basse pour les défunts op. 62 vers la fin de l'année 1934. Pour le musicien aveugle et sexagénaire, ces années « demeurent marquées par la maladie, le repli, la solitude ». Malgré tout, « quelques satisfactions lui sont encore données par l'orgue et la musique ». De fait, cette partition est contemporaine de la Sixième symphonie pour orgue op. 59, achevée en 1931, qui « clôt avec majesté » la production de Vierne dans ce domaine. 

### Création
La Messe basse pour les défunts est créée par l'un des anciens élèves du compositeur à Villeurbanne en mars 1935 puis interprétée par son auteur le 3 juin 1935, à Notre-Dame de Paris,. L'Élévation, en particulier, « suscite l'émotion ». Lors de ce concert, Maurice Duruflé interprète également la Sixième symphonie pour orgue op. 59 « dans son intégralité, apportant à son maître vénéré l'une de ses dernières grandes joies musicales ».

### Mouvements
La Messe basse pour les défunts op. 62 « comporte les mêmes divisions que la première » Messe basse, op. 30, « à l'exception de la Sortie qui est remplacée par un Défilé ». Les six mouvements sont dédiés à différentes personnes disparues dans l'entourage du compositeur :
1. Prélude — Grave ( = 54) à quatre temps (noté ) — à la mémoire de Robert de la Sizeranne,
2. Introït — Andante moderato ( = 60) à 
 — à la mémoire de Georges Noblemaire,
3. Offertoire — Andante quasi adagio ( = 60) à quatre temps (noté ) — à la mémoire de Pierre Villey,
4. Élévation — Larghetto ( = 58) à 
 — à la mémoire de Maurice Blazy,
5. Communion — Poco adagio ( = 63) à quatre temps (noté ) — à la mémoire de Edgard Guilbeau,
6. Défilé — Maestoso ( = 54) à quatre temps (noté ) — à la mémoire du général Balfourier

Maurice Blazy et Edgard Guilbeau étaient deux amis proches de Vierne, également membres de l'Association Valentin Haüy au service des aveugles et des malvoyants fondée par Robert de la Sizeranne.

## Analyse
Bernard Gavoty décrit la Messe basse pour les défunts op. 62 comme présentant un caractère « assez différent [de la Messe basse op. 30], non point tant en raison de l'atmosphère funèbre que du « cyclisme », surtout visible dans les trois premières pièces mais présent, en fait, jusqu'à la conclusion ».
L'attention du musicologue se concentre sur l'Élévation « dont les trois pages reflètent un sentiment si irréel qu'on ne saurait dire au juste s'il est funèbre ou non, parce qu'il se situe bien au-delà de la tristesse, dans une région surnaturelle où le deuil n'a point de place. Cette suite d'arpèges, sur lesquels s'inscrit une mélodie unie, sans redites, est un des sommets de l'œuvre de Vierne ».
Cette ultime partition, « comme le Requiem fut le suprême adieu de Mozart, prend, de ce fait, un sens doublement touchant car elle est un ultime message qui laisse deviner la fin prochaine et les horizons nouveaux auxquels la musique s'efforce de nous introduire ».